# Sminthopsis aitkeni
Sminthopsis aitkeni är en pungdjursart som beskrevs av Kitchener, Stoddart och Thomas Charles Henry 1984. Sminthopsis aitkeni ingår i släktet Sminthopsis och familjen rovpungdjur. Inga underarter finns listade. Artepitet i det vetenskapliga namnet hedrar zoologen Peter F. Aitken som var kurator vid South Australien Museum.
Arten når en kroppslängd (huvud och bål) av 84 till 93 mm, har en lika lång svans och väger 20 till 25 g. Den kännetecknas av mörkgrå päls på ovansidan och lite ljusare päls på undersidan. Sminthopsis aitkeni lagrar i motsats till andra släktmedlemmar inget fett i svansen.
Pungdjuret förekommer bara i ett litet område på Känguruön söder om Australien. Regionen är mer eller mindre glest täckt med träd och buskar. Landskapet domineras av växter från eukalyptussläktet. Födan utgörs av insekter, spindlar, skorpioner och andra ryggradslösa djur. Hannar dör vanligen efter ett år och honor kan leva två år.
Honor har under den australiska våren och sommaren (september till december) två kullar. Ungarna föds efter endast 12 dagar dräktighet.
Arten hotas främst av bränder som förekommer på ön. En introducerad svamp (Phytophthora cinnamomi) som är nära besläktad med potatisbladmögel befaller många växter i regionen och gör landskapet olämplig för Sminthopsis aitkeni. Troligtvis faller djuret ibland offer för tamkatter. Dessutom förändrar betande hovdjur landskapet. IUCN kategoriserar arten globalt som akut hotad.